# Poreč
Poreč (wł. Parenzo) – miasto w Chorwacji, w żupanii istryjskiej, siedziba miasta Poreč. W 2011 roku liczył 9790 mieszkańców.
Miasto jest jednym z największych ośrodków turystycznych w kraju. W Poreču jest około 30 hoteli, a co roku nocuje tu 700 tys. turystów, czyli więcej niż liczba mieszkańców miasta (11 tys.)

## Historia

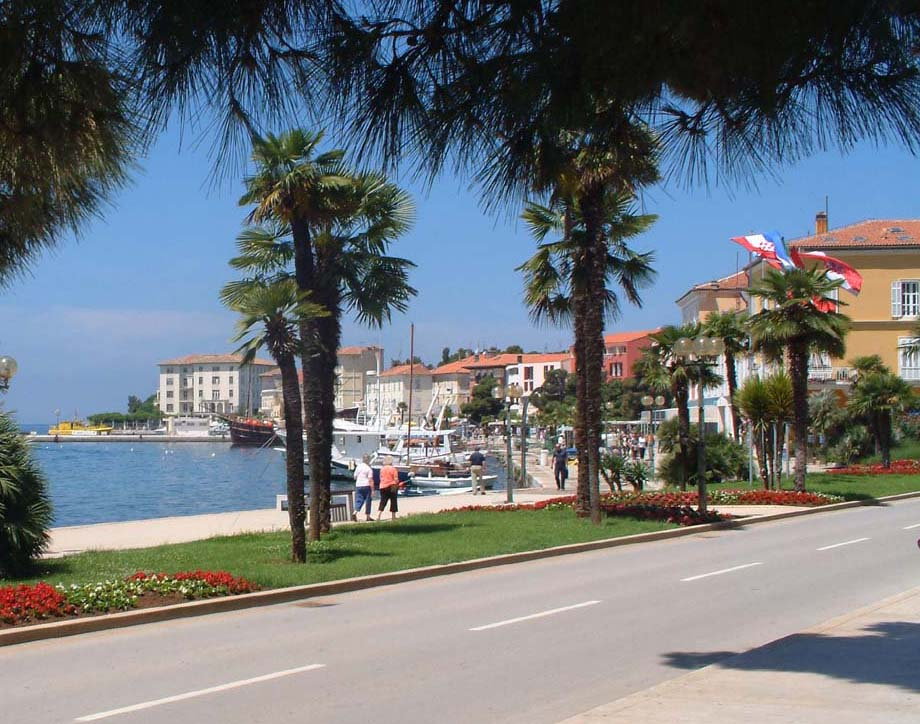
Panorama centrum od strony południowej

Poreč został założony prawdopodobnie w V wieku p.n.e. przez Ilirów. W 177 p.n.e. osadę podbili Rzymianie i nazwali Julia Parentinum. W IV w. powstały mozaiki wczesnochrześcijańskie. Od 539 tereny te przypadły Cesarstwu Bizantyjskiemu. W latach sprawowania rządów przez Bizancjum (539–788) Poreč przeżywał czasy rozwoju. Wtedy to wybudowano słynną Bazylikę Eufrazjana, miejsce śmierci św. Maura, która w 1997 została wpisana na listę dziedzictwa kulturalnego UNESCO. Aż do 1267 miasto przechodziło z rąk do rąk, kiedy to w końcu władzę przejęli Wenecjanie.
We wczesnym średniowieczu w mieście zaczęli osiedlać się Słowianie.
W czasie panowania weneckiego miasto przeżywało stałe napady Turków i epidemie.
W 1797 władzę objęli Austriacy. W 1861 obradował tu sejm (Istarski Sabur).
Po I wojnie światowej całą Istrię przejęli Włosi, później po II wojnie światowej Poreč należał do Jugosławii, a po jej rozpadzie do Chorwacji.

## Miasta partnerskie
- Siófok